# 1143 Odysseus
1143 Odysseus (Provisorisk beteckning: 1930 BH) är en av Jupiters trojanska asteroider, upptäckt 28 januari 1930 av den tyske astronomen Karl Wilhelm Reinmuth i Heidelberg, Tyskland. Asteroiden har fått sitt namn efter Odysseus, hjälten i Homeros Odysséen.